# علاء الديب
علاء الدين حب الله الديب (4 فبراير 1939 - 18 فبراير 2016) أديب وروائي مصري معاصر.
ولد في القاهرة في 4 فبراير 1939، وحصل على ليسانس الحقوق من جامعة القاهرة عام 1960.

## أعماله

### قصص قصيرة
- القاهرة، 1964.
- صباح الجمعة، 1974.
- المسافر الأبدي، 1999
- الشيخة 1964
- الحصان الأجوف 1974

### الروايات
- زهرة الليمون،1987.
- أطفال بلا دموع، 1989.
- قمر على المستنقع، 1993.
- عيون البنفسج، 1999.
- أيام وردية 2002

### الترجمات
- لعبة النهاية، مسرحية لصموئيل بيكيت، عام 1961.
- امرأة في الثلاثين، مجموعة قصص مختارة من كتابات هنري ميلر عام 1972 شاركادي إمري، بيتر فايس، ترومان كابوت، جوزيف اتيلا، انجمار برجمان.
- فيلم المومياء، عام 1965، إخراج شادي عبد السلام الحوار العربي.
- عزيزي هنري كيسنجر، عام 1976، كتابات عن شخصية السياسي والدبلوماسي كسينجر، بقلم الصحفية الفرنسية دانيل أونيل.
- «الطريق إلى الفضيلة»، 1992 و 2016
- مختارات من القصص الأوروبية والأمريكية، 2010

### سيرة ذاتية
- «وقفة قبل المنحدر» 1995

### مقالات
- عصير الكتب، مجموعة مقالات كان الكاتب قد نشرها على عدة سنوات في مجلة صباح الخير، الكتاب بقدم نبذة عن مائة وأحد عشر كتابا في الرواية والقصة والرواية والشعر والسياسة والاجتماع والموسيقى والتاريخ .

## الجوائز والأوسمة
- جائزة الدولة التقديرية في الآداب من المجلس الأعلى للثقافة، عام 2001.

## وصلات خارجية
- http://alaaeldeeb.blogspot.com.eg
- صفحة علاء الديب على موقع أبجد
- صفحة اقتباسات علاء الديب على موقع أبجد